# Lenka Ptáčníková
Lenka Ptáčníková (*16. ledna 1976) je islandská šachová mezinárodní velmistryně. Do roku 2004 Ptáčníková reprezentovala Česko.

## Tituly
V roce 1995 získala titul WFM a v roce 1996 WIM. Titul WGM získala v roce 2001.

## Soutěže jednotlivkyň
Je dvojnásobnou mistryní České republiky v šachu z let 1994 a 1996 a navíc má stříbrnou medaili z roku 1999 a bronzovou z roku 1997.
Roku 2005 vyhrála Mistrovství severských zemí v šachu žen v Helsinkách ve Finsku.
Je šestinásobnou mistryní Islandu v šachu z let 2006, 2009, 2010, 2012, 2013 a 2014.

## Soutěže družstev
Pětkrát reprezentovala Česko a šestkrát Island na šachových olympiádách, , dvakrát Island na Mistrovství Evropy družstev žen, a v roce 1997 Česko na smíšeném Mitropa Cupu.
V roce 2003 reprezentovala islandský klub Taflfélagið Hellir na Evropském poháru klubů v šachu žen.

### Šachové olympiády žen
Na jedenácti šachových olympiádách žen získala celkem 73 bodů ze 113 partií. Pětkrát reprezentovala Česko a šestkrát Island.
| Rok  | Družstvo | Olympiáda | Místo           | Deska | ELO  | Počet bodů | Odehráno partií | pořadí na šachovnici | pořadí družstvo |
| ---- | -------- | --------- | --------------- | ----- | ---- | ---------- | --------------- | -------------------- | --------------- |
| 1994 | Česko    | 31.       | Moskva          | 4.    | 2210 | 6,5        | 9               | 9.                   | 21.             |
| 1996 | Česko    | 32.       | Jerevan         | 2.    | 2210 | 6,5        | 11              | 17.                  | 12.             |
| 1998 | Česko    | 33.       | Elista          | 2.    | 2260 | 5,5        | 10              | 25.                  | 24.             |
| 2000 | Česko    | 34.       | Istanbul        | 3.    | 2232 | 3,5        | 8               | x                    | 22.             |
| 2002 | Česko    | 35.       | Bled            | 4.    | 2224 | 6,0        | 10              | 19.                  | 10.             |
| 2004 | Island   | 36.       | Calvià          | 1.    | 2257 | 8,0        | 12              | 11.                  | 51.             |
| 2006 | Island   | 37.       | Turín           | 1.    | 2183 | 7,5        | 11              | 15.                  | 50.             |
| 2008 | Island   | 38.       | Drážďany        | 1.    | 2237 | 8,0        | 11              | 35.                  | 65.             |
| 2010 | Island   | 39.       | Chanty-Mansijsk | 1.    | 2282 | 8,5        | 11              | 24.                  | 57.             |
| 2012 | Island   | 40.       | Istanbul        | 1.    | 2281 | 7          | 10              | 34.                  | 53.             |
| 2014 | Island   | 41.       | Tromsø          | 1.    | 2273 | 6          | 10              | 55.                  | 46.             |

### Česká šachová extraliga
V České šachové extralize odehrála celkem 3 partie v sezóně 1997/98 v družstvu ŠK Dům armády Praha.
| Sezona  | Klub                | Elo  | Deska | Počet bodů | Odehráno partií | Procentuální úspěšnost |
| ------- | ------------------- | ---- | ----- | ---------- | --------------- | ---------------------- |
| 1997/98 | ŠK Dům armády Praha | 2295 | 11.   | 1,5        | 3               | 50,0 %                 |